# Ocyalus latirostris
Ocyalus latirostris là một loài chim trong họ Icteridae.